# Герб Кириківки
Герб Кириківки — офіційний символ селища Кириківка Сумської області. Затверджений 10 липня 2015 року рішенням сесії Кириківської селищної ради.

## Опис
У зеленому щиті золотий колос зі стеблом, вигнутим вліво, який переходить у залізничне полотно. У вигині стебла лазурове озеро з срібними хвилями, над вигином сходить золоте сонце. Щит вписаний в золотий декоративний картуш і увінчаний срібною міською короною.